# Hadoram Shirihai
Hadoram Shirihai (né en Israël en 1962) est un ornithologue et écrivain israélien.

## Biographie
Shirihai a grandi à Jérusalem. Il se passionne pour les oiseaux dès l'âge de 13 ans et passe beaucoup de temps à se documenter sur le comportement des oiseaux de rivage, la biologie de la reproduction des rapaces et a participé à des sondages sur la migration des oiseaux. Dans les années 1980 et 1990, il vit à Eilat, sur la côte de la mer Rouge, où il fonde le International Birdwatching Center dont il devient le premier directeur.

## Carrière scientifique
Shirihai a découvert plusieurs nouvelles espèces dans le Paléarctique occidental et en Israël. Il a travaillé comme guide lors d'excursions dans le désert du Néguev pour observer des oiseaux, et y montrait aux observateurs des spécimens rares comme la Chouette de Butler ou l'Engoulevent de Nubie. Il a écrit un certain nombre de documents d'identification des oiseaux, pour la plupart publiés en anglais dans des revues telles que British Birds et Birding World. Avec David Christie, il a coécrit le Macmillan Birder's Guide to European and Middle Eastern birds parmi plusieurs autres ouvrages.

## Travaux publiés
- Shirihai, H. (1996) The Birds of Israel. Academic Press, Londres.
- Shirihai, H., Christie, D. A. & Harris, A. (1996) The Macmillan birder’s guide to European and Middle Eastern birds. Macmillan, Londres.
- Shirihai, H., Yosef, R., Alon, D. & Kirwan, G. (2000) Raptor migration in Israel and the Middle East. A summary of 30 years of field research. IBRCE, IOC, SPNI, Eilat.
- Shirihai, H., Smith, J., Kirwan, G. & Alon, D. (2000) A guide to the birding hot spots of Israel. Israel Ornithological Center, SPNI, Tel Aviv.
- Shirihai, H., Gargallo, G. & Helbig, A. J. (Ill. by A. Harris & D. Cottridge) (2001) Sylvia Warblers. A. & C. Black, Londres.
- Shirihai, H. (Ill. by B. Jarrett) (2002) A complete guide to Antarctic wildlife: the birds and marine mammals of the Antarctic continent and the Southern Ocean. Princeton University Press.
- Shirihai, H. (Ill. by B. Jarrett) (2006) Whales, dolphins and seals. A field guide to the marine mammals of the world. A. & C. Black, Londres.